# Kokning

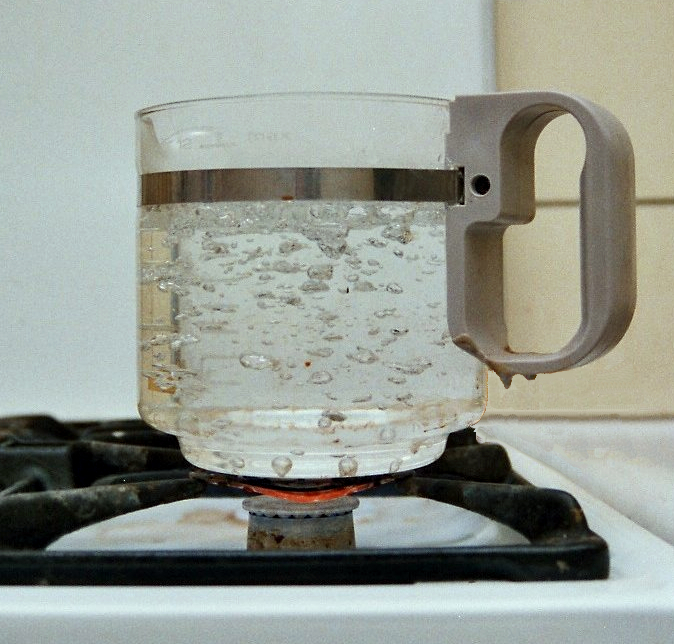
Kokande vatten

Kokning innebär upphettning av vätska till dess kokpunkt, med följd att den förångas.
Kokning är en utbredd matlagningsmetod som används för både fast och flytande föda. Fasta livsmedel läggs ofta i en kastrull eller gryta med vatten, som antingen värms upp eller uppnått kokpunkten, tills livsmedlet är färdiglagat och kan förtäras. Även kastrull- eller grytlock kan användas. I recept talas ofta om koktid. Koktid är tiden från att vätskan uppnått kokpunkten tills att livsmedlet är färdigkokt. Koktider är sällan helt exakta och brukar variera beroende på livsmedlets storlek.
Ibland, särskilt om ägg, talas om hårdkokt och löskokt i koktiderna. Det syftar på livsmedlets konsistens när det är färdigkokt, där längre koktid medför att livsmedlet blir hårdare och fastare i konsistensen än vid kortare. Hårdkokt ägg innebär att äggvitan är fast och äggulan är hård och kompakt, medan löskokt innebär att vitan är fast men gulan är lös och rinnig. Ett mellanting kan kallas mjukkokt.